# ナノベーション
株式会社ナノベーション (英: Nanovation, Inc.)は、日本の企業。

## 概要
本社を沖縄県読谷村、東京オフィスを広尾に置き、カンファレンス事業・メディア事業・エデュケーション事業を展開。 

## カンファレンス事業
「Agenda」と称した、合宿型のカンファレンスを展開。日本のマーケターを中心に、年間延べ 2,000 名 以上が参加。
イベントの中でも「マーケティングアジェンダ」は、毎年沖縄県読谷村の「Royal Hotel 沖縄残波岬」で開催。参加者は400名以上になる。

## メディア事業
マーケティング専門のWebメディア「アジェンダノート」を展開。 「マーケターとともに創るメディア」として、編集部が提供するオリジナルコンテンツだけでなく、マーケター自身が執筆する記事を多数発信。

## エデュケーション事業
国内外を代表するマーケターによる、研修プログラムを展開。ワンランク上を目指す全てのビジネスパーソンを応援する内容で、参加者は年間 1500 名 を超える。
主なプログラム
- 伊東塾
- ジム・ステンゲル塾
- 足立光の無双塾

## 主要取引先
花王、サントリーコミュニケーションズ、資生堂、コーセー、大和ハウス工業、キリンビール、NTTドコモ、KDDI、住友商事、リクルートコミュニケーションズ、ニューバランスジャパン、ポケモン、サンリオ、電通、電通デジタル、博報堂、アサツーディケイ、大広、ヤフー、LINE、東洋経済新報社、TwitterJapan、FacebookJapan、グーグル、スマートニュース、オープンエイト、オールアバウト、エキサイト、ニューズピックス、サイバーエージェント、オプト、セプテーニ、アイエムジェイ、インテージ、Doclasse（ドゥクラッセ）　他多数